# Liste der Baudenkmäler in Dietfurt an der Altmühl

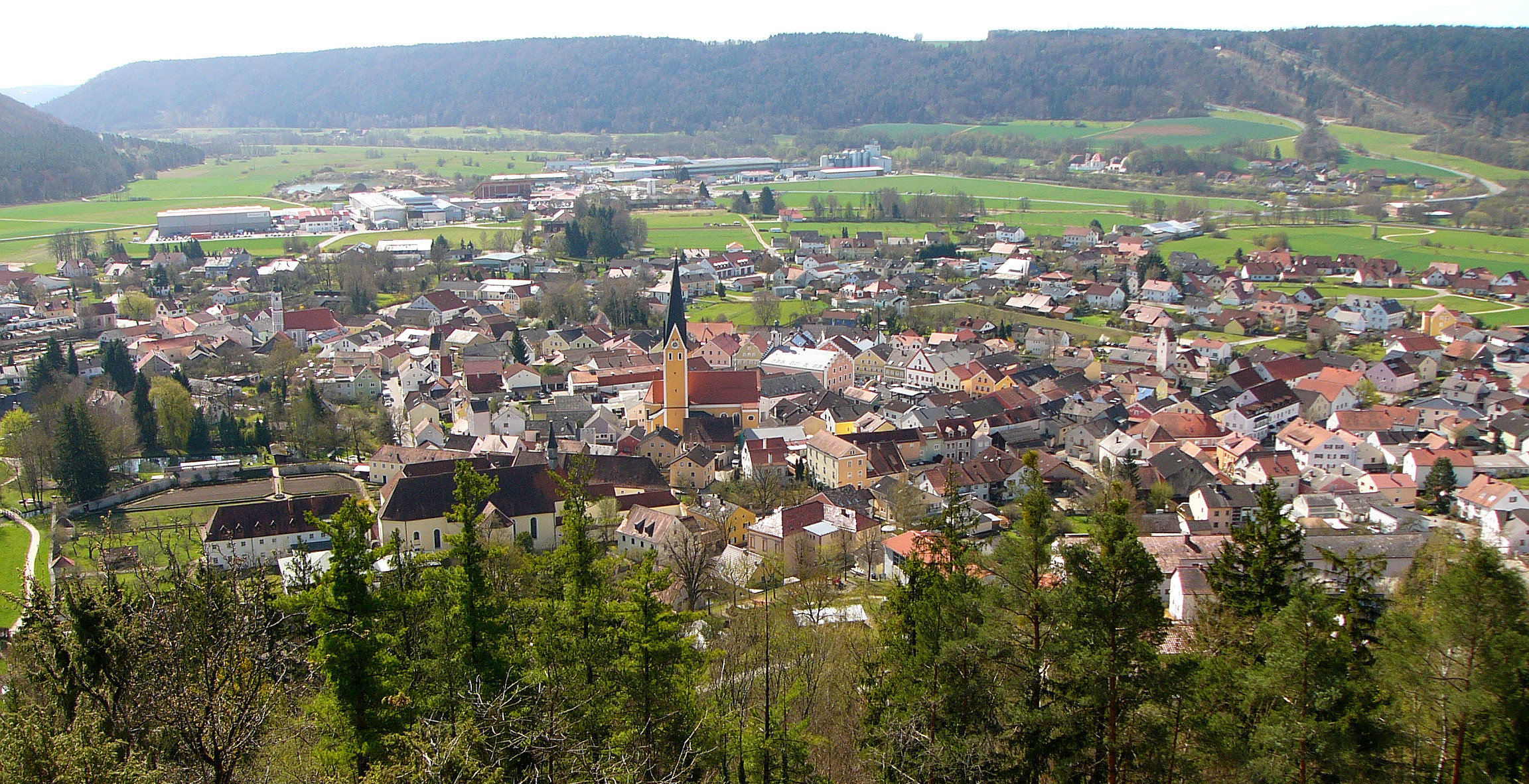
Dietfurt vom Kreuzberg aus gesehen

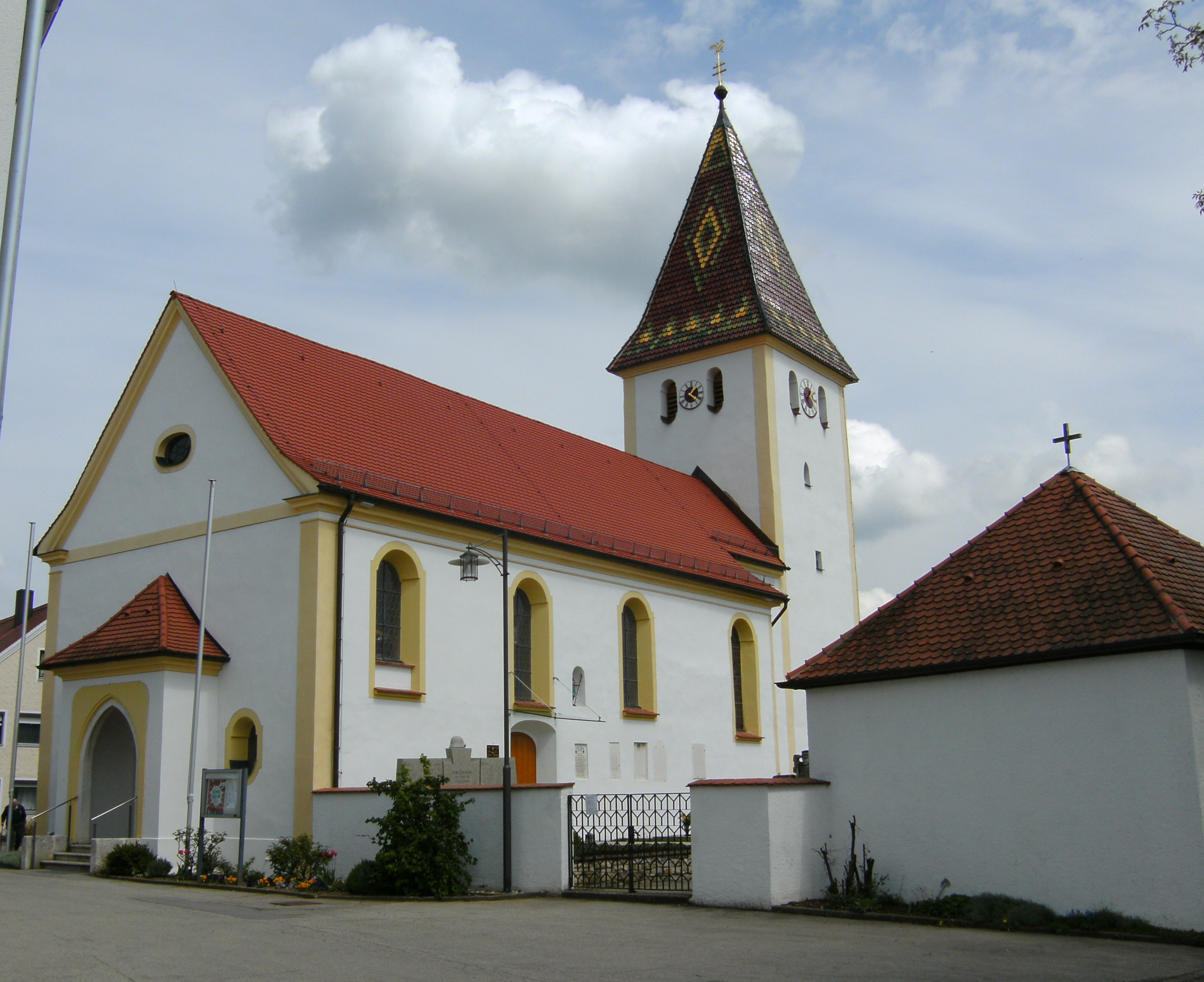
Kirche in Zell

Auf dieser Seite sind die Baudenkmäler in der Oberpfälzer Stadt Dietfurt an der Altmühl zusammengestellt. Diese Tabelle ist eine Teilliste der Liste der Baudenkmäler in Bayern. Grundlage ist die Bayerische Denkmalliste, die auf Basis des Bayerischen Denkmalschutzgesetzes vom 1. Oktober 1973 erstmals erstellt wurde und seither durch das Bayerische Landesamt für Denkmalpflege geführt wird. Die folgenden Angaben ersetzen nicht die rechtsverbindliche Auskunft der Denkmalschutzbehörde.

## Ensembles

### Ensemble Altstadt und Untere Vorstadt

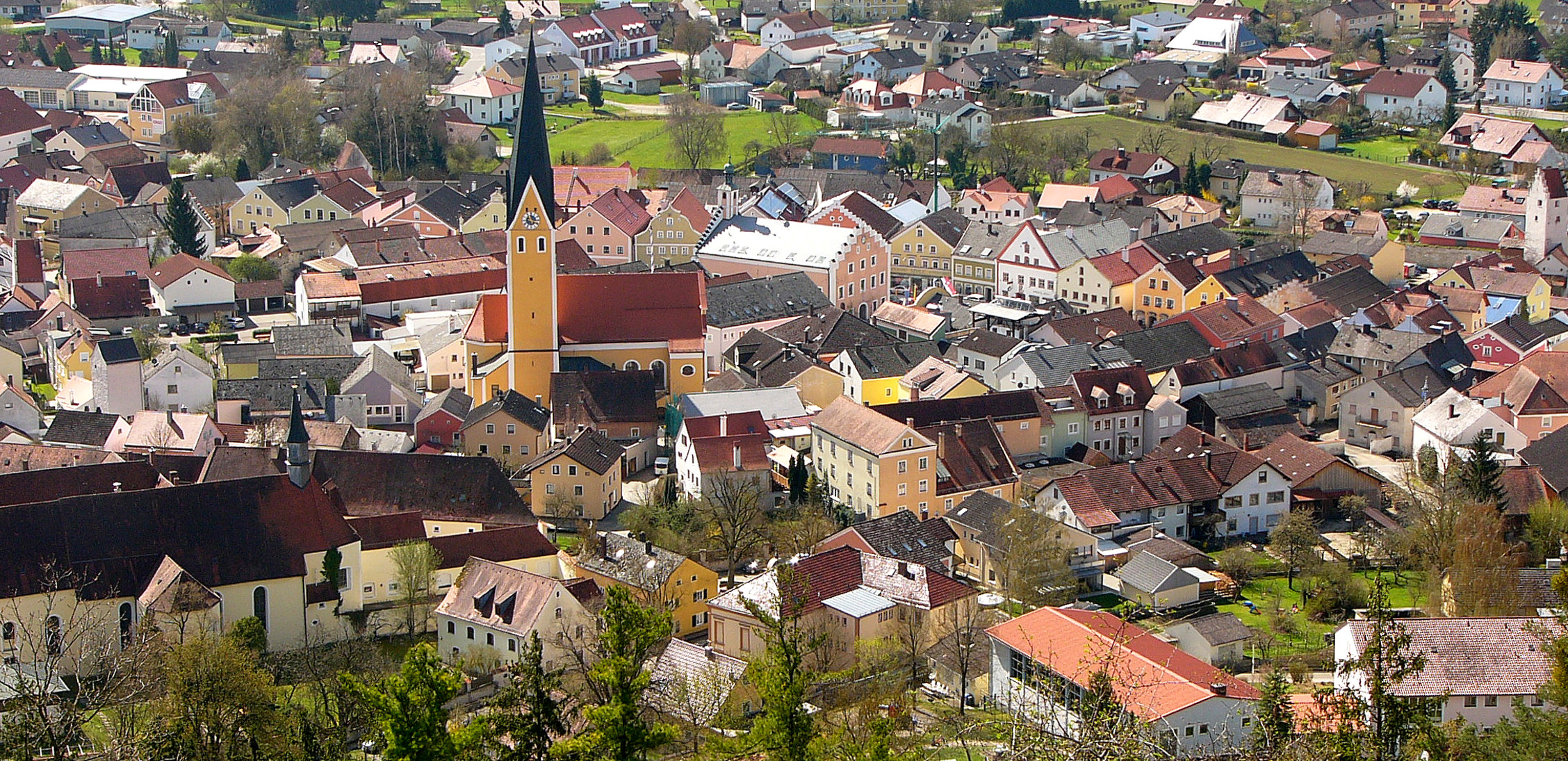
Ensemble Altstadt (Dietfurt a. d. Altmühl)

Das Ensemble Dietfurt umfasst die ursprünglich ummauerte Altstadt einschließlich des Grabenbereiches und die Untere Vorstadt. Der an der Mündung der Weißen Laaber und des Ludwig-Donau-Main-Kanals in die Altmühl gelegene und damit als Verkehrsknotenpunkt wichtige Ort wurde 1304 als „Oppidum“ und 1325 als Markt genannt. Seit dem frühen 15. Jh. erscheint er als Stadt.
1444 hatte Herzog Albrecht zu München die Erbauung von drei Torhäusern und die Errichtung von „einem guten Zaun“ von Tor zu Tor angeordnet. Wenngleich dieser Zaun erst später durch eine Mauer und zahlreiche Türme über rechteckigem Grundriss ersetzt worden ist, so dürfte davon der birnenförmige Umriss der Altstadt herrühren. Auf der Nord- und Westseite war die Mauer unmittelbar durch den Flusslauf der Weißen Laaber geschützt, im Osten und Süden wurde ein breiter Graben angelegt, der nach Auflassung der Befestigung in Obstgärten aufgeteilt wurde. Ein Nebenarm der Laaber fließt im Osten vorbei, so dass die Stadt inselartig von Bachläufen umschlossen ist.
Die Stadt wird in der Mittelachse durch die sich verbreiternde Hauptstraße zu einem Platz erweitert, in dessen Mitte das stattliche Rathaus steht. Der Siedlungskern scheint in der nördlichen Hälfte im Bereich der Pfarrkirche gelegen zu haben. Die an der Südseite der Hauptstraße stehenden Ackerbürgeranwesen haben nach rückwärts reichende, bis an die Stadtmauergasse grenzende Wirtschaftsgrundstücke. Die leicht geschwungenen und gestaffelten Platzwände sind mit zumeist flachen Giebelhäusern aus dem 15. bis 18. Jahrhundert besetzt. Die Erweiterung der Unteren Vorstadt nach Osten fügt sich nahtlos an die Altstadt und deren Straßenachse an, gleichsam wie der Stiel der Birne, so dass sie unmittelbar zum Ensemble Dietfurt gerechnet werden kann. Die nordwestliche Erweiterung der Oberen Vorstadt und das 1660 errichtete Franziskanerkloster im Norden sind vom Flusslauf der Weißen Laaber von der Altstadt getrennt.
Aktennummer: E-3-73-121-1

## Stadtbefestigung
| Lage | Objekt                                   | Beschreibung | Akten-Nr.             | Bild                                     |
| --- | ---------------------------------------- | --- | --------------------- | ---------------------------------------- |
| Ringgasse 25 Zum Goggerturm 36 Zum Goggerturm 12 Ringgasse 7 Ringgasse 43 Ringgasse 19 Ringgasse 35 (Standort) | Ehemalige Stadtbefestigung               | Restabschnitte der Stadtmauer mit Wehrtürmen, Bruchsteinmauern aus Kalkstein, 2. Hälfte 15. Jahrhundert Erhaltene Teile unter den Adressen: - Ringgasse 7 (Vogelfängerturm, dreigeschossiger und traufständiger Satteldachbau, 1925 teilweise abgebrannt); - Ringgasse 19 (Hollerturm, fünfgeschossiger und giebelständiger Satteldachbau über quadratischem Grundriss); - Ringgasse 21 (Stadtmauerabschnitt, später Teil eines Stadels); - Ringgasse 35 (kurzes Mauerstück und Bettelvogtturm, viergeschossiger und giebelständiger Satteldachbau mit Treppengiebel); - Ringgasse 43 (kurzes Mauerstück und Zinkturm, viergeschossiger und giebelständiger Satteldachbau mit Treppengiebel, spätere Wohnungseinbauten); - Zum Goggerturm (Restabschnitte der ehemaligen Stadtmauer, teilweise mit erneuerter Mauerkrone); - Zum Goggerturm 36 (Modlturm, dreigeschossiger und giebelständiger Satteldachbau, mit späteren Wohnungseinbauten); - Zum Goggerturm 12 (Goggerturm, sechsgeschossiger Satteldachbau mit Treppengiebel, zweigeschossigem Anbau und späteren Wohnungseinbauten) | D-3-73-121-1 Wikidata | Ehemalige Stadtbefestigung               |
| Ringgasse 19 (Standort)                                                                                        | Hollerturm                               | Satteldachturm der ehemaligen Stadtbefestigung über quadratischem Grundriss, Mitte 15. Jahrhundert | D-3-73-121-1 Wikidata | weitere Bilder                           |
| Ringgasse 35 (Standort)                                                                                        | Bettelvogtturm                           | Turm der ehemaligen Stadtbefestigung mit Treppengiebel, Mitte 15. Jahrhundert | D-3-73-121-1 Wikidata | weitere Bilder                           |
| Ringgasse 43 (Standort)                                                                                        | Zinkturm                                 | Mit Satteldach und Treppengiebel, Mitte 15. Jahrhundert, spätere Wohnungseinbauten | D-3-73-121-1 Wikidata | weitere Bilder                           |
| Zum Goggerturm, zwischen Nr. 14 und 24 (Standort)                                                              | Restabschnitte der ehemaligen Stadtmauer | Wohl zweite Hälfte 15. Jahrhundert; | D-3-73-121-1 Wikidata | Restabschnitte der ehemaligen Stadtmauer |
| Zum Goggerturm 36 (Standort)                                                                                   | Modlturm (Schauerturm)                   | Wehrturm der ehemaligen Stadtbefestigung, Mitte 15. Jahrhundert, mit Satteldach und späteren Wohnungseinbauten | D-3-73-121-1 Wikidata | weitere Bilder                           |
| Zum Goggerturm 12 (Standort)                                                                                   | Goggerturm                               | Wehrturm der ehemaligen Stadtbefestigung, Mitte 15. Jahrhundert, mit Treppengiebelbedachung und späteren Wohnungseinbauten | D-3-73-121-1 Wikidata | weitere Bilder                           |

## Baudenkmäler nach Ortsteilen

### Dietfurt
| Lage                                                                  | Objekt                                                                 | Beschreibung | Akten-Nr.                | Bild                                                                   |
| --------------------------------------------------------------------- | ---------------------------------------------------------------------- | --- | ------------------------ | ---------------------------------------------------------------------- |
| Bahnhofstraße 4 (Standort)                                            | Bürgerhaus                                                             | Zweigeschossiger und traufständiger Flachsatteldachbau mit Treppengiebel, 17. Jahrhundert | D-3-73-121-2 Wikidata    | Bürgerhaus                                                             |
| Griesstetter Straße 10 (Standort)                                     | Wohnstallhaus                                                          | Zweigeschossiger und traufständiger Flachsatteldachbau mit Kalkplattendeckung, 19. Jahrhundert | D-3-73-121-5 Wikidata    | Wohnstallhaus                                                          |
| Hauptstraße 14 (Standort)                                             | Ehemaliges Gasthaus                                                    | Zweigeschossiger und giebelständiger Flachsatteldachbau mit Treppengiebel, im Kern 17. Jahrhundert | D-3-73-121-7 Wikidata    | Ehemaliges Gasthaus                                                    |
| Hauptstraße 20 (Standort)                                             | Bürgerhaus                                                             | Zweigeschossiger und giebelständiger Flachsatteldachbau mit Giebelwand, 17./18. Jahrhundert | D-3-73-121-9 Wikidata    | Bürgerhaus                                                             |
| Hauptstraße 22 (Standort)                                             | Bürgerhaus                                                             | Zweigeschossiger und giebelständiger Flachsatteldachbau mit hohem Dreiecksgiebel, Ausleger, Ladeluken und Hausfigur, 18. Jahrhundert | D-3-73-121-10 Wikidata   | Bürgerhaus                                                             |
| Hauptstraße 26 (Standort)                                             | Rathaus                                                                | Freistehender zweigeschossiger Flachsatteldachbau mit Treppengiebeln und Glockentürmchen mit Zwiebelhaube, 17. Jahrhundert über älterem Kern | D-3-73-121-6 Wikidata    | weitere Bilder                                                         |
| Hauptstraße 31 (Standort)                                             | Wohnhaus                                                               | Zweigeschossiger und giebelständiger Eckbau mit Kniestock, Flachsatteldach und rückwärtigem zweigeschossigem Pultdachanbau, 19. Jahrhundert im Kern älter | D-3-73-121-12 Wikidata   | Wohnhaus                                                               |
| Hauptstraße 34 (Standort)                                             | Bürgerhaus                                                             | Zweigeschossiger und giebelständiger Satteldachbau mit Schweifgiebel und Kranausleger, barock, 18. Jahrhundert | D-3-73-121-13 Wikidata   | Bürgerhaus                                                             |
| Hauptstraße 35 (Standort)                                             | Wohnhaus                                                               | Zweigeschossiger und giebelständiger Flachsatteldachbau mit Treppengiebel und Giebelaufsatz, im Kern um 1450, Umbauten im 19. Jahrhundert | D-3-73-121-14 Wikidata   | Wohnhaus                                                               |
| Hauptstraße 36 (Standort)                                             | Bürgerhaus                                                             | Zweigeschossiger und giebelständiger Satteldachbau, 18./19. Jahrhundert | D-3-73-121-15 Wikidata   | Bürgerhaus                                                             |
| Hauptstraße 38 (Standort)                                             | Bürgerhaus                                                             | Zweigeschossiger und giebelständiger Satteldachbau mit Giebelwand und Aufsätzen, seitlich rundbogige Toreinfahrt, 16./17. Jahrhundert; Rückwärtiges zweiflügeliger Stallstadel mit Satteldach, Turm und Aufzugsausleger, im Kern frühes 19. Jahrhundert, Obergeschoss des Ostflügels um 1885, Obergeschoss des Südflügels erneuert | D-3-73-121-16 Wikidata   | Bürgerhaus                                                             |
| Hauptstraße 43 (Standort)                                             | Katholische Kirche Unserer Lieben Frau                                 | Saalbau mit Putzgliederungen, Vorzeichen, eingezogenem Chor, Chorturm mit Laterne und Zwiebelhaube, 1454, Turm 1744, 1748 barockisiert; mit Ausstattung | D-3-73-121-17 Wikidata   | weitere Bilder                                                         |
| Hauptstraße 45 (Standort)                                             | Gasthaus Stirzer                                                       | Ehemals mit Brauerei, 17./18. Jahrhundert, Umbau im frühen 19. Jahrhundert, zweigeschossiger und giebelständiger Flachsatteldachbau mit Zwerchhaus, Rahmengliederungen, Ausleger und Ladeluke; überbaute Einfahrt, zweigeschossiger Ständerbau mit massiver Fassade; Rückgebäude, zwei- bis dreigeschossiger Flachsatteldachbau, teilweise mit Fachwerkobergeschoss und Kalkplattendach | D-3-73-121-120 Wikidata  | weitere Bilder                                                         |
| Hauptstraße 49; Altbach; Nähe Hauptstraße; Weiße Laber (Standort)     | Rengnathmühle, Kunstmühle und Mühlenmuseum                             | Im Kern 18. Jahrhundert und älter; Mühlengebäude, zweigeschossiger und giebelständiger Flachsatteldachbau, Umbau und Erweiterung durch Zwerchhaus 1906; Turbinenhaus, eingeschossiger Satteldachbau mit Kniestock; Werkkanal; mit Ausstattung | D-3-73-121-122 Wikidata  | Rengnathmühle, Kunstmühle und Mühlenmuseum                             |
| Hauptstraße 53; Nähe Breitenbrunner Straße; Hauptstraße 57 (Standort) | Katholische Friedhofskirche St. Sebald                                 | Saalbau mit eingezogenem Polygonalchor, Schweifgiebel Pilastergliederung und Chortürmchen mit Zwiebelhaube, bezeichnet mit 1736; mit Ausstattung; Friedhof mit Ummauerung und Grabmälern des 19./20. Jahrhundert | D-3-73-121-18 Wikidata   | weitere Bilder                                                         |
| Herrnmühle 16 (Standort)                                              | Ehem. kath. Kirche St. Salvator                                        | kleine Saalkirche, verputzter Massivbau mit Satteldach, 1740 über mittelalterlichem Kern, nach Säkularisation 1803 zu zweigeschossigen Wohnhäusern umgebaut | D-3-73-121-158 Wikidata  | BW                                                                     |
| Industriestraße 2 (Standort)                                          | Stadel                                                                 | Stattlicher zweigeschossiger und traufständiger Durchfahrtsstadel mit zwei Toren, Kniestock und Kalkplattendach, Anfang 19. Jahrhundert | D-3-73-121-119 Wikidata  | Stadel                                                                 |
| Kellergasse 1 (Standort)                                              | Wohnhaus                                                               | Eingeschossiger und traufständiger Flachsatteldachbau mit Kniestock und Kalkplattendach, Mitte 19. Jahrhundert | D-3-73-121-118 Wikidata  | BW                                                                     |
| Klostergasse 2 (Standort)                                             | Katholische Pfarrkirche St. Ägidius                                    | Saalbau mit eingezogenem Polygonalchor, Pilastergliederung, Giebelfront und Chorflankenturm mit Spitzhelm, Neubau um 1400, 1734–36 Umbau und Verlängerung durch Gabriel de Gabrieli, Turm um 1590 erhöht, Veränderungen 1807; mit Ausstattung | D-3-73-121-26 Wikidata   | weitere Bilder                                                         |
| Klostergasse 3 (Standort)                                             | Wohnhaus                                                               | Zweigeschossiger Eckbau mit Satteldach, traufseitig vorkragendem Obergeschoss, und giebelseitigem Bildfeld, im Kern wohl mittelalterlich, 15. Jahrhundert | D-3-73-121-19 Wikidata   | Wohnhaus                                                               |
| Klostergasse 5 (Standort)                                             | Ackerbürgerhaus                                                        | Zweigeschossiger und giebelständiger Flachsatteldachbau mit Fachwerkobergeschoss, Kniestock, Kalkplattendach, Tenne und Stallstadel, 1714 (dendro. datiert), Umbauten im 19./20. Jahrhundert | D-3-73-121-20 Wikidata   | weitere Bilder                                                         |
| Klostergasse 8; Klostergasse 12 (Standort)                            | Franziskanerkloster                                                    | 1660–67 von Fr. Hugolin Partenhauser, seit 1715 Noviziatskloster des Franziskanerordens Franziskanerkloster-Kirche St. Johannes Evangelist, Saalbau mit polygonalen Schmalseiten, Walmdach und Dachreiter, 1715–17 Anbau der Gruftkapelle St. Antonius, 1766/67 Verlängerung nach Westen, 1827 Restaurierung, 1873–75 neuromanische Umgestaltung des Innenraums; mit Ausstattung; Ummauerung des Vorhofes mit Rundbogentor und Wandnischen, um 1873–75; Kloster, zweigeschossige Vierflügelanlage mit Walmdach; Noviziatsgebäude, zweiflügeliger und zweigeschossiger Walmdachbau, 1715; Südliches Wirtschaftsgebäude, mehrteiliger zweigeschossiger Walmdachbau mit Rundbogentoren, Aufzugsgaube und rundbogiger Toreinfahrt, 18. Jahrhundert; Nördliches Wirtschaftsgebäude, eingeschossiger Satteldachbau, 18. Jahrhundert; Klostermauer, 18. Jahrhundert; Klostergarten des 18. Jahrhunderts mit Küchengarten, Baumgarten und Klosterfriedhof von 1846; Brunnen mit achteckigem Becken und Figur der Maria Immaculata, bezeichnet mit 1754 | D-3-73-121-22 Wikidata   | weitere Bilder                                                         |
| Klostergasse 12 (Standort)                                            | Ehemals zum Kloster gehöriges Wirtschaftsgebäude, heute Wohnhaus       | Zweigeschossiger Eckbau mit Flachsatteldach und Kniestock, 18. Jahrhundert | D-3-73-121-23 Wikidata   | Ehemals zum Kloster gehöriges Wirtschaftsgebäude, heute Wohnhaus       |
| Lehnlachberg (Standort)                                               | Kreuzweg                                                               | Aus 14 Stationen, gefaste Pfeiler mit breiten Kopfstücken und stichbogigen Bildnischen, neugotisch um 1893, Bilder erneuert | D-3-73-121-37 Wikidata   | weitere Bilder                                                         |
| Lehnlachberg (Standort)                                               | Lourdesgrotte                                                          | Mit Gitter und Einfassung durch einen Schmiedeeisenzaun, Kniebänken und Stifterinschrift von 1894; mit Ausstattung | D-3-73-121-36 Wikidata   | weitere Bilder                                                         |
| Main-Donau-Kanal; Nähe Kanal (Standort)                               | Schleuse 13, Bestandteil des Ludwig-Donau-Main-Kanals                  | Kammerschleuse, Naturstein, 1836–45. | D-3-73-121-147           | weitere Bilder                                                         |
| Main-Donau-Kanal; Nähe Kanal (Standort)                               | Schleuse 13, Bestandteil des Ludwig-Donau-Main-Kanals                  | Schleusenwärterhaus, eingeschossiger Sandsteinquaderbau mit Flachsatteldach, 1836–45. | D-3-73-121-147 zugehörig | weitere Bilder                                                         |
| Pfarrgasse 1 (Standort)                                               | Wohn- und Geschäftshaus                                                | Zweigeschossiger Eckbau mit Walmdach und Kniestock, 15./16. Jahrhundert, modern bezeichnet mit „1429“ | D-3-73-121-25 Wikidata   | Wohn- und Geschäftshaus                                                |
| Premerzhofer Weg 1 (Standort)                                         | Ehemalige Schule, jetzt Kindergarten                                   | Zweigeschossiger Walmdachbau mit flachen Eckrisaliten, Mittelrisalit, Ziergiebel und Putzgliederungen, Neurenaissance, Wetterfahne bezeichnet mit „1896“; Holzschuppen und Waschhaus, eingeschossiger und traufständiger Satteldachbau, wohl 1896 | D-3-73-121-27 Wikidata   | Ehemalige Schule, jetzt Kindergarten                                   |
| Premerzhofer Weg 2 (Standort)                                         | Ehemaliges Wirtschaftsgebäude des Franziskanerklosters, heute Wohnhaus | Zweigeschossiger und giebelständiger Satteldachbau mit kurzem Zwerchflügel, 18. Jahrhundert, Umbauten 2. Hälfte 19. Jahrhundert | D-3-73-121-28 Wikidata   | Ehemaliges Wirtschaftsgebäude des Franziskanerklosters, heute Wohnhaus |

### Arnsdorf
| Lage                   | Objekt                         | Beschreibung | Akten-Nr.              | Bild           |
| ---------------------- | ------------------------------ | --- | ---------------------- | -------------- |
| Arnsdorf 19 (Standort) | Katholische Kirche St. Jakobus | Saalbau mit eingezogenem Rechteckchor und Fassadenturm, mit Spitzhelm, spätromanisch, Turm 19. Jahrhundert; mit Ausstattung | D-3-73-121-39 Wikidata | weitere Bilder |

### Einsiedel
| Lage                    | Objekt             | Beschreibung                                                                                             | Akten-Nr.               | Bild               |
| ----------------------- | ------------------ | --- | ----------------------- | ------------------ |
| In Einsiedel (Standort) | Zugehöriger Stadel | Flachsatteldachbau mit Korbbogentor und Kalkplattendeckung, Bruchstein, im Inneren bezeichnet mit „1797“ | D-3-73-121-121 Wikidata | Zugehöriger Stadel |

### Eutenhofen
| Lage                     | Objekt                                    | Beschreibung                                                                                   | Akten-Nr.              | Bild           |
| ------------------------ | ----------------------------------------- | ---------------------------------------------------------------------------------------------- | ---------------------- | -------------- |
| Eutenhofen 24 (Standort) | Katholische Pfarrkirche Mariä Himmelfahrt | Saalbau mit Chorturm und Vorzeichen, Langhaus ab 1719 von Michael Anton Prunthaller, Turm 1734 | D-3-73-121-42 Wikidata | weitere Bilder |

### Griesstetten
| Lage                                              | Objekt                                  | Beschreibung | Akten-Nr.              | Bild           |
| ------------------------------------------------- | --------------------------------------- | --- | ---------------------- | -------------- |
| Griesstetten 13 (Standort)                        | Katholische Wallfahrtskirche St. Martin | Zentralbau mit eingezogenem Rechteckchor und Chorturm, Pilastergliederungen und Pilasterportal mit Ädikula, 1740–47 durch Johann Georg Fuchs und Johann Schlutt, Turm 1750 zur Hälfte abgetragen; mit Ausstattung                                                                                 | D-3-73-121-43 Wikidata | weitere Bilder |
| In Griesstetten, neben der Pfarrkirche (Standort) | Wegkapelle Heilige Dreifaltigkeit       | Auf einem Felsen stehendes offenes Gehäuse mit Walmdach, Giebelfialen und Maßwerken, neugotisch, 2. Hälfte 19. Jahrhundert; mit Ausstattung; Darunter kleine Grotte mit den Figuren der „drei elenden Heiligen“, 2. Hälfte 19. Jahrhundert; Gedenktafel und Gusseisenkreuz, bezeichnet mit „1864“ | D-3-73-121-44 Wikidata | weitere Bilder |

### Grögling
| Lage                   | Objekt                                           | Beschreibung                                                             | Akten-Nr.              | Bild           |
| ---------------------- | ------------------------------------------------ | ------------------------------------------------------------------------ | ---------------------- | -------------- |
| In Grögling (Standort) | Katholische Filialkirche St. Johannes und Paulus | Saalbau mit Chorturm und Spitzhelm, 1781, Umbauten 1932; mit Ausstattung | D-3-73-121-45 Wikidata | weitere Bilder |

### Haahof
| Lage                | Objekt        | Beschreibung                                                                                  | Akten-Nr.              | Bild          |
| ------------------- | ------------- | --------------------------------------------------------------------------------------------- | ---------------------- | ------------- |
| Haahof 2 (Standort) | Wohnstallhaus | Zweigeschossiger Flachsatteldachbau mit Altane und Kalkplattendach, 1. Hälfte 19. Jahrhundert | D-3-73-121-46 Wikidata | Wohnstallhaus |

### Haas
| Lage              | Objekt                | Beschreibung | Akten-Nr.              | Bild                  |
| ----------------- | --------------------- | --- | ---------------------- | --------------------- |
| Haas 5 (Standort) | Ehemaliges Hirtenhaus | Eingeschossiger und traufständiger Wohnstallbau mit Satteldach, Fachwerkgiebel und Stallstadelanbau, Ende 18. Jahrhundert | D-3-73-121-47 Wikidata | Ehemaliges Hirtenhaus |

### Hainsberg
| Lage                                         | Objekt                               | Beschreibung | Akten-Nr.              | Bild           |
| -------------------------------------------- | ------------------------------------ | --- | ---------------------- | -------------- |
| Alte Schloßleite, östlich vom Ort (Standort) | Burgruine Ödenburg                   | Reste der Höhenburg der Hainsberger in Spornlage mit Halsgraben und Mauerresten, Bruchstein mit Fischgrättechnik, frühromanisch                      | D-3-73-121-52 Wikidata | weitere Bilder |
| Pfarrer-Rose-Straße 1 (Standort)             | Katholische Pfarrkirche St. Leodegar | Saalbau mit Chorturm, Pyramiden- und Walmdach, unter Beibehaltung des mittelalterlichen Turmes 1736 von Domenico Barbieri errichtet; mit Ausstattung | D-3-73-121-48 Wikidata | weitere Bilder |

### Hallenhausen
| Lage                       | Objekt                | Beschreibung | Akten-Nr.              | Bild           |
| -------------------------- | --------------------- | --- | ---------------------- | -------------- |
| In Hallenhausen (Standort) | Dorfkapelle St. Maria | Giebelständiger Satteldachbau mit eingezogenem Altarraum und Giebeldachreiter auf Konsolen, Mitte 19. Jh.; mit Ausstattung | D-3-73-121-53 Wikidata | weitere Bilder |

### Hebersdorf
| Lage                     | Objekt        | Beschreibung | Akten-Nr.              | Bild          |
| ------------------------ | ------------- | --- | ---------------------- | ------------- |
| Hebersdorf 10 (Standort) | Wohnstallhaus | Eingeschossiger und giebelständiger Flachsatteldachbau mit Kniestock und verputzten Fachwerkgiebel, 18./19. Jahrhundert | D-3-73-121-54 Wikidata | Wohnstallhaus |

### Mallerstetten
| Lage                        | Objekt                             | Beschreibung | Akten-Nr.              | Bild           |
| --------------------------- | ---------------------------------- | --- | ---------------------- | -------------- |
| Mallerstetten 14 (Standort) | Ehemaliges Wohnstallhaus           | Eingeschossiger und giebelständiger Flachsatteldachbau mit hohem Kniestock in Blockbauweise, Kalkplattendach und Bändergliederung, bezeichnet mit „1828“          | D-3-73-121-57 Wikidata | weitere Bilder |
| Mallerstetten 15 (Standort) | Katholische Filialkirche St. Georg | Saalbau mit Chorturm und Treppengiebeln, errichtet im 17. Jahrhundert unter Einbeziehung des gotischen Turms, 1864 nach Brand erneuert und nach Westen verlängert | D-3-73-121-55 Wikidata | weitere Bilder |
| Mallerstetten 26 (Standort) | Wohnstallhaus                      | Zweigeschossiger und traufständiger Flachsatteldachbau, 18./19. Jahrhundert                                                                                       | D-3-73-121-56 Wikidata | weitere Bilder |

### Mühlbach
| Lage                                                       | Objekt                                                | Beschreibung | Akten-Nr.               | Bild                 |
| ---------------------------------------------------------- | ----------------------------------------------------- | --- | ----------------------- | -------------------- |
| Am Bach 1 (Standort)                                       | Ehemaliges Pfarrhaus                                  | Zweigeschossiger Walmdachbau mit stichbogigen Öffnungen, Anfang 19. Jahrhundert | D-3-73-121-60 Wikidata  | Ehemaliges Pfarrhaus |
| Ludwig-Donau-Main-Kanal; Riedenburger Straße 26 (Standort) | Schleuse 12, Bestandteil des Ludwig-Donau-Main-Kanals | Kammerschleuse, Naturstein, 1836–45. | D-3-73-121-63           | weitere Bilder       |
| Ludwig-Donau-Main-Kanal; Riedenburger Straße 26 (Standort) | Schleuse 12, Bestandteil des Ludwig-Donau-Main-Kanals | Schleusenwärterhaus,eingeschossiger Massivbau mit Flachsatteldach, 1836–45. | D-3-73-121-63 zugehörig | weitere Bilder       |
| Ludwig-Donau-Main-Kanal (Standort)                         | Abschnitt des Ludwig-Donau-Main-Kanals                | Künstlich angelegte Wasserstraße zwischen Kelheim und Bamberg auf einer Länge von 173 km mit ehemals 100 Schleusen, zahlreichen wasser- und schifffahrtstechnischen Anlagen und Gebäuden zur Herstellung eines durchgehenden Wasserweges zwischen Nordsee und dem Schwarzen Meer, auf Veranlassung König Ludwigs I. von Bayern durch Heinrich Freiherr von Pechmann, 1836–45 | D-3-73-121-145          | weitere Bilder       |
| Ludwig-Donau-Main-Kanal (Standort)                         | Kilometerstein 3                                      | Bestandteil des Ludwig-Donau-Main-Kanals, Naturstein, 1836–45 | D-3-73-121-146          | weitere Bilder       |
| Obermühlenweg 1 (Standort)                                 | Ehemaliges Schulhaus                                  | Zweigeschossiger und traufständiger Satteldachbau mit Gesimsgliederungen, bezeichnet mit „1836“ | D-3-73-121-61 Wikidata  | weitere Bilder       |
| Obermühlenweg 3; Mühlbach; Nähe Obermühlenweg (Standort)   | Ehemalige Obere Mühle                                 | Wohn- und Mühlengebäude, zweigeschossig mit Kniestock, im Kern noch 18. Jahrhundert, 1861 giebelseitig nach Westen verlängert; mit oberschlächtigem Mühlrad und Mühleneinrichtung des frühen 20. Jahrhunderts; Wirtschaftsgebäude, giebelständiger Flachsatteldachbau mit Kalkplattendach und rückwärtig gewölbten Stallungen, 1. Hälfte 19. Jahrhundert; Sägmühlstadel, hölzerne Ständerkonstruktion mit Satteldach auf Bruchsteinsockel, 18./19. Jahrhundert; Ehemaliger Stall, eingeschossiger Bruchsteinbau mit Frackdachbau, 19./20. Jahrhundert; Mühlteich, Quellenfassung mit Stau- bzw. Überlaufvorrichtung, Quadermauerwerk, wohl 18. Jahrhundert | D-3-73-121-117 Wikidata | weitere Bilder       |
| Obermühlenweg 4 (Standort)                                 | Katholische Pfarrkirche St. Maria                     | Saalbau mit dreiseitig geschlossenem Chor, Chorscheitelturm mit Kuppeldach und Laterne und Putzrahmungen, 1722–23 unter Einbeziehung des frühgotischen Turmes | D-3-73-121-62 Wikidata  | weitere Bilder       |

### Muttenhofen
| Lage                                                       | Objekt              | Beschreibung                                                                                           | Akten-Nr.              | Bild           |
| ---------------------------------------------------------- | ------------------- | --- | ---------------------- | -------------- |
| Staadorfer Straße, an der Straße nach Wimpasing (Standort) | Herz-Jesu-Bildstock | Mit Satteldach und rundbogiger Figurennische, spätes 19. Jahrhundert                                   | D-3-73-121-65 Wikidata | weitere Bilder |
| In Muttenhofen (Standort)                                  | Kapelle Herz Jesu   | Saalbau mit abgeschrägten Ecken und Dachreiter mit Zwiebelhaube und Laterne, 2. Hälfte 18. Jahrhundert | D-3-73-121-64 Wikidata | weitere Bilder |

### Oberbürg
| Lage                   | Objekt                | Beschreibung                                                                                                | Akten-Nr.              | Bild           |
| ---------------------- | --------------------- | --- | ---------------------- | -------------- |
| In Oberbürg (Standort) | Dorfkapelle St. Maria | Giebelständiger Satteldachbau mit eingezogener halbrunder Apsis und Giebeldachreiter, 1852; mit Ausstattung | D-3-73-121-66 Wikidata | weitere Bilder |

### Ottmaring
| Lage                                   | Objekt                                              | Beschreibung | Akten-Nr.               | Bild           |
| -------------------------------------- | --------------------------------------------------- | --- | ----------------------- | -------------- |
| Ottmaring 1 (Standort)                 | Katholische Kirche St. Ottmar (bis 1699 St. Martin) | Saalbau mit Chorturm, Satteldach und Spitzhelm, frühgotisch, um 1516 geringfügig verändert, 1854 vergrößert; mit Ausstattung; Friedhofsmauer mit Grabplatten des 16./17. Jahrhundert | D-3-73-121-70 Wikidata  | weitere Bilder |
| Ottmaring 7 (Standort)                 | Wohnstallhaus                                       | Eingeschossiger und traufständiger Flachsatteldachbau mit Kniestock, 18./19. Jahrhundert Besichtigung am 22.4.2023: offensichtlich abgebrochen, neueres Gebäude an dessen Stelle     | D-3-73-121-67 Wikidata  | BW             |
| Ottmaring 28 (Standort)                | Ehemaliges Wohnstallhaus                            | Eingeschossiges und giebelständiges Jurahaus mit Flachsatteldach, abgeschlepptem Anbau, Kniestock und verputzten Fachwerk, 1718/19 (dendro. datiert)                                 | D-3-73-121-69 Wikidata  | weitere Bilder |
| Von Ottmaring nach Dietfurt (Standort) | Grenzstein des Hochstifts Eichstätt                 | Obeliskform, bez. 1615 | D-3-73-121-154 Wikidata | weitere Bilder |

### Parleithen
| Lage                       | Objekt                                    | Beschreibung | Akten-Nr.              | Bild           |
| -------------------------- | ----------------------------------------- | --- | ---------------------- | -------------- |
| Nähe Parleithen (Standort) | Feldkapelle St. Maria                     | Rechteckiger Flachsatteldachbau mit Kalkplattendach, 17. Jahrhundert; mit Ausstattung | D-3-73-121-72 Wikidata | weitere Bilder |
| Parleithen 1 (Standort)    | Mühlenhaus der ehemaligen Untermühle      | Wohnstallhaus, zweigeschossiger und traufständiger Flachsatteldachbau, 18./19. Jahrhundert; Nebengebäude, zweigeschossiger Flachsatteldachbau mit Kalkplattendach, 18./19. Jahrhundert    | D-3-73-121-73 Wikidata | weitere Bilder |
| Parleithen 3 (Standort)    | Ökonomiegebäude der ehemaligen Blankmühle | Verputzte Bruchsteinbauten in Jurahaus-Bauweise, mit hohem Kniestock, Flachsatteldach und Kalkplattendeckung; Traufständiger Stadel, um 1800; Rechtwinklig anschließend Stall, um 1850/60 | D-3-73-121-74 Wikidata | BW             |

### Predlfing
| Lage                   | Objekt     | Beschreibung                                                                                              | Akten-Nr.              | Bild           |
| ---------------------- | ---------- | --- | ---------------------- | -------------- |
| Predlfing 7 (Standort) | Hofkapelle | Rechteckiger und traufständiger Satteldachbau mit Putzgliederungen und Figurennische, 17./18. Jahrhundert | D-3-73-121-75 Wikidata | weitere Bilder |

### Sankt Bartlmä
| Lage                       | Objekt                              | Beschreibung | Akten-Nr.              | Bild           |
| -------------------------- | ----------------------------------- | --- | ---------------------- | -------------- |
| Sankt Bartlmä 3 (Standort) | Katholische Kirche St. Bartholomäus | Ehemalige Jagdkapelle der Herren von Wildenstein, Saalbau mit eingezogenem Rechteckchor und Giebeldachreiter, romanisch, im 17. Jahrhundert umgestaltet; mit Ausstattung | D-3-73-121-76 Wikidata | weitere Bilder |

### Schweinkofen
| Lage                       | Objekt                               | Beschreibung | Akten-Nr.              | Bild           |
| -------------------------- | ------------------------------------ | --- | ---------------------- | -------------- |
| Schweinkofen 12 (Standort) | Bauernhof                            | Wohnstallhaus, eingeschossiger Flachsatteldachbau mit Kniestock mit hohem Kniestock und Satteldach, 1. Viertel 19. Jahrhundert; Stadel, Ständerbau mit Kalkplattendach, 19. Jahrhundert | D-3-73-121-80 Wikidata | Bauernhof      |
| Schweinkofen 17 (Standort) | Katholische Nebenkirche St. Gertraud | Saalbau mit Chorturm, Walmdach und Zwiebelhaube, frühgotisch, wohl 14. Jahrhundert, später umgestaltet; mit Ausstattung                                                                 | D-3-73-121-77 Wikidata | weitere Bilder |

### Staadorf
| Lage                    | Objekt                             | Beschreibung | Akten-Nr.              | Bild           |
| ----------------------- | ---------------------------------- | --- | ---------------------- | -------------- |
| Krebsgangweg (Standort) | Bildstock                          | Kalksteinpfeiler mit gefasten Kanten und Kopfstück mit Inschrifttafel, 2. Hälfte 19. Jahrhundert                                                                     | D-3-73-121-85 Wikidata | weitere Bilder |
| In Staadorf (Standort)  | Katholische Pfarrkirche St. Martin | Saalbau mit Chorturm mit Pilasterportal, Walmdach und Zwiebelhaube, erbaut 1724 unter Einbeziehung des gotischen Turms, 1832 nach Westen verlängert; mit Ausstattung | D-3-73-121-82 Wikidata | weitere Bilder |

### Stetterhof
| Lage                     | Objekt                                   | Beschreibung                                                                                               | Akten-Nr.              | Bild                                     |
| ------------------------ | ---------------------------------------- | --- | ---------------------- | ---------------------------------------- |
| In Stetterhof (Standort) | Dorfkapelle Mariä Unbefleckte Empfängnis | Giebelständiger Satteldachbau mit eingezogener Polygonalapsis und Glockendachreiter, 1908; mit Ausstattung | D-3-73-121-87 Wikidata | Dorfkapelle Mariä Unbefleckte Empfängnis |

### Töging
| Lage                                                             | Objekt                                                | Beschreibung | Akten-Nr.                | Bild                                  |
| ---------------------------------------------------------------- | ----------------------------------------------------- | --- | ------------------------ | ------------------------------------- |
| Angerstraße 31 (in der Nähe des Sportplatzes) (Standort)         | Bildstock St. Wendelin                                | Schaft mit Kopfstück und rundbogiger Bildnische, Kalkstein, wohl 19. Jahrhundert | D-3-73-121-100 Wikidata  | Bildstock St. Wendelin                |
| Beilngrieser Straße (Standort)                                   | Ehemaliger Zehentstadel des Schlosses                 | Mächtiger zweigeschossiger Steildachbau mit Treppengiebeln, Ladeluken und Ausleger, 16./17. Jahrhundert | D-3-73-121-88 Wikidata   | Ehemaliger Zehentstadel des Schlosses |
| Beilngrieser Straße 1, 3 (Standort)                              | Ehemalige Synagoge                                    | Zweigeschossiger und giebelständiger Satteldachbau mit geschwungenem Giebel, 17. Jahrhundert | D-3-73-121-89 Wikidata   | Ehemalige Synagoge                    |
| Beilngrieser Straße 4 (Standort)                                 | Kapellenbildstock St. Anna                            | Mit erneuertem Vordach, 19./20. Jahrhundert | D-3-73-121-95 Wikidata   | weitere Bilder                        |
| Beilngrieser Straße 7 (Standort)                                 | Pfarrhof                                              | Pfarrhaus, zweigeschossiger und giebelständiger Satteldachbau, 1728; Pfarrstadel, giebelständiger Steildachbau mit korbbogiger Einfahrt, 18./19. Jahrhundert; Hofmauer mit pfeilerflankierter Einfahrt und zugesetzter Fußgängerpforte, 18./19. Jahrhundert | D-3-73-121-90 Wikidata   | Pfarrhof                              |
| Beilngrieser Straße 14, 14 a (Standort)                          | Gaststätte                                            | Stattlicher zweigeschossiger und giebelständiger Satteldachbau mit Treppengiebeln, Ladeluke und Ausleger, wohl 16. Jahrhundert; Zugehöriges ehemaliges Brauhaus, abgewinkelter zweigeschossiger und traufständiger Satteldachbau mit Dörreturm, 1. Hälfte 19. Jahrhundert | D-3-73-121-92 Wikidata   | Gaststätte                            |
| Beilngrieser Straße 40 (Standort)                                | Katholische Friedhofkirche St. Peter                  | Saalbau mit Chorturm, Spitzhelm und Satteldach, frühgotisch, im 16.–18. Jahrhundert, leicht umgestaltet; mit Ausstattung | D-3-73-121-94 Wikidata   | Katholische Friedhofkirche St. Peter  |
| Eichelhofer Straße; Eichelhofer Straße 3; Ziegeleiweg (Standort) | Kapelle St. Antonius                                  | Giebelständiger Satteldachbau mit Giebelmauern, offenem Gehäuse und seitlichen Nischen, 1703; mit Ausstattung | D-3-73-121-96 Wikidata   | Kapelle St. Antonius                  |
| Kirchweg 2 (Standort)                                            | Katholische Pfarrkirche St. Bartholomäus              | Saalbau mit Chorturm, Satteldach und Spitzhelm, Rundbogenstil, 1852/54; mit Ausstattung | D-3-73-121-91 Wikidata   | weitere Bilder                        |
| Nähe Beilngrieser Straße (Standort)                              | Bildstock                                             | schlanker Schaft mit spitzbogiger Bildnische, 18. Jh. | D-3-73-121-155 Wikidata  | weitere Bilder                        |
| Schloßgasse 1, 2, 4, 4 a (Standort)                              | Ehemaliges Schloss der Schenken von Töging            | Dreigeschossiger und traufständiger Steildachbau mit Treppengiebeln und Tordurchfahrt, 1480–82 unter Einbeziehung älterer Bausubstanz errichtet, Umbau nach Brand 1624, 1910 und 1982 Teileinstürze, Instandsetzung 1988–93; Reste der ehemaligen Ringmauer der Schenkenburg mit Rundtürmen an den Ecken, teilweise in Wohnhäuser integriert, gotisch                           | D-3-73-121-97 Wikidata   | weitere Bilder                        |
| Ludwig-Donau-Main-Kanal (Standort)                               | Abschnitt des Ludwig-Donau-Main-Kanals                | Künstlich angelegte Wasserstraße zwischen Kelheim und Bamberg auf einer Länge von 173 km mit ehemaligen 100 Schleusen, zahlreichen wasser- und schifffahrtstechnischen Anlagen und Gebäuden zur Herstellung eines durchgehenden Wasserweges zwischen Nordsee und dem Schwarzen Meer, auf Veranlassung König Ludwigs I. von Bayern durch Heinrich Freiherr von Pechmann, 1836–45 | D-3-73-121-149           | weitere Bilder                        |
| Ludwig-Donau-Main-Kanal; Traidelfelder (Standort)                | Schleuse 14, Bestandteil des Ludwig-Donau-Main-Kanals | Kammerschleuse, Naturstein, 1836–45. | D-3-73-121-148           | weitere Bilder                        |
| Ludwig-Donau-Main-Kanal; Traidelfelder (Standort)                | Schleuse 14, Bestandteil des Ludwig-Donau-Main-Kanals | Schleusenwärterhaus, eingeschossiger Sandsteinquaderbau mit Flachsatteldach, 1836–45. | D-3-73-121-148 zugehörig | weitere Bilder                        |
| Torwiesen (Standort)                                             | Feldkapelle St. Maria                                 | Halbrund schließender Satteldachbau mit offenem Vorraum, 18./19. Jahrhundert | D-3-73-121-99 Wikidata   | Feldkapelle St. Maria                 |

### Unterbürg
| Lage                    | Objekt                | Beschreibung                                                                                     | Akten-Nr.               | Bild           |
| ----------------------- | --------------------- | ------------------------------------------------------------------------------------------------ | ----------------------- | -------------- |
| In Unterbürg (Standort) | Dorfkapelle St. Maria | Giebelständiger und halbrund geschlossener Satteldachbau mit Eckpilastern, 1842; mit Ausstattung | D-3-73-121-102 Wikidata | weitere Bilder |

### Voglmühle
| Lage                   | Objekt        | Beschreibung                                                                                            | Akten-Nr.               | Bild           |
| ---------------------- | ------------- | --- | ----------------------- | -------------- |
| Voglmühle 1 (Standort) | Mühlengebäude | Eingeschossiges und traufständiges Wohnstallhaus mit Flachsatteldach und Kniestock, 18./19. Jahrhundert | D-3-73-121-105 Wikidata | weitere Bilder |

### Wildenstein
| Lage                                           | Objekt                                                                 | Beschreibung | Akten-Nr.               | Bild               |
| ---------------------------------------------- | ---------------------------------------------------------------------- | --- | ----------------------- | ------------------ |
| Johannesbichel (Standort)                      | Hl. Johannes Nepomuk                                                   | Figur auf Pfeiler mit gestuftem Sockel und Inschrift, Kalkstein, 19. Jh. | D-3-73-121-109 Wikidata | weitere Bilder     |
| Wildenstein 1 (Standort)                       | Ehemalige Schmiede                                                     | Eingeschossiger Satteldachbau mit ehemaligen Stallteil und Erdkeller, Ständerbau mit Feldstein- und Ziegelmauerwerk, um 1690 (dendro. datiert), Schmiedeeinrichtung wohl 19./frühes 20. Jahrhundert | D-3-73-121-123 Wikidata | Ehemalige Schmiede |
| Wildenstein 12; In Wildenstein (Standort)      | Ehemaliges Schloss der Wildenauer, Lichtenauer und Grafen von Toerring | Im 13. Jahrhundert erstmals belegt; Schlossgebäude, zweigeschossiger und traufständiger Satteldachbau, Mittelrisalit mit Zwerchhaus, Toreinfahrt, 17./18. Jahrhundert, im Kern mittelalterlich, profanierte Schlosskapelle mit Putzgliederungen, Erkerturm und Zwiebelhaube, bezeichnet mit „1556“, östlicher Flügel, dreigeschossiger Satteldachbau mit nördlicher Altane und Putzgliederungen, im Kern 17. Jahrhundert, nördlich Sudhaus, zweigeschossiger Satteldachbau mit Fachwerkobergeschoss und Ziegelmauerwerk, 1922; Ehemalige Brauereigaststätte, eingeschossiger Mansardwalmdachbau mit Zwerchhäusern, Eckerker, Putzgliederung und Garagen, neubarock, 1922, im Kern wohl älter; Stallstadel, traufständiger Satteldachbau mit Giebelmauern, Bruchstein, 18. Jahrhundert; Ehemaliger Ökonomietrakt, großer Geschossbau mit Satteldach und Gewölbezonen in beiden Geschossen, wohl noch 18. Jahrhundert; Remise, eingeschossiger Massivbau mit Satteldach, wohl 19. Jahrhundert; Steinbrücke zur Toreinfahrt, wohl 16. Jahrhundert; Staffagenarchitektur im Park mit Treppengiebel und Rundtürmchen, historisierend, 19. Jahrhundert; Im Nordosten Reste der mittelalterlichen Burgmauer mit Söller, Quadermauerwerk; Einfahrt in den Ökonomiehof, zwei rustizierte Pfeiler mit Aufsätzen und Gittertoren, wohl 18. Jahrhundert | D-3-73-121-108 Wikidata | weitere Bilder     |
| Wildenstein 13 (Standort)                      | Wohnhaus, ehemaliges Braumeisterhaus                                   | Eingeschossiges und giebelständiges Jurahaus mit hohem Kniestock, Flachsatteldach und Kalkplattendeckung, 1697 (dendro. datiert), zweigeschossiger Anbau, traufständiger Satteldachbau, 1924 | D-3-73-121-124 Wikidata | weitere Bilder     |
| Wildensteiner Holz, östlich im Wald (Standort) | Waldkapelle                                                            | Polygonal schließender Flachsatteldachbau mit Giebelkreuz und korbbogigen Öffnungen, 1864; mit Ausstattung | D-3-73-121-106 Wikidata | weitere Bilder     |

### Wimpasing
| Lage                            | Objekt                        | Beschreibung                                                                                         | Akten-Nr.               | Bild           |
| ------------------------------- | ----------------------------- | --- | ----------------------- | -------------- |
| Kirchenwegfeld (Standort)       | Bildstock                     | Kalksteinpfeiler mit Kopfstück und stichbogiger Bildnische, 19. Jahrhundert                          | D-3-73-121-86 Wikidata  | weitere Bilder |
| Muttenhofener Straße (Standort) | Kapellenbildstock Herz-Marien | Bildstock, giebelständiges Gehäuse mit rundbogiger Figurennische, bez. 1885                          | D-3-73-121-110 Wikidata | weitere Bilder |
| Wimpasing 1 (Standort)          | Wohnstallhaus                 | Eingeschossiger und traufständiger Satteldachbau mit Kniestock, 18./19. Jahrhundert                  | D-3-73-121-111 Wikidata | Wohnstallhaus  |
| Wimpasing 3 (Standort)          | Wohnstallhaus                 | Eingeschossiges und traufständiges Jurahaus mit Flachsatteldach und Kniestock, Mitte 19. Jahrhundert | D-3-73-121-112 Wikidata | BW             |

### Zell
| Lage                     | Objekt                                    | Beschreibung | Akten-Nr.               | Bild           |
| ------------------------ | ----------------------------------------- | --- | ----------------------- | -------------- |
| Dorfstraße 23 (Standort) | Katholische Pfarrkirche Mariä Himmelfahrt | Saalbau mit Chorturm, Vorzeichen, Spitzhelm und Satteldach, frühgotisch, um 1750 durchgreifend umgestaltet, 1903 nach Westen verlängert; mit Ausstattung. Das Chorfresko Marienkrönung und im Langhaus Golgotha, Geburt Christi wird von dem Kunsthistoriker Hans Christian Ries dem Kunstmaler des Neubarock Josef Wittmann zugeschrieben. | D-3-73-121-116 Wikidata | weitere Bilder |
| Postweg 3 (Standort)     | Wohnstallhaus                             | Eingeschossiges und giebelständiges Jurahaus mit Flachsatteldach, Kniestock und Dachvorsprung, 18./19. Jahrhundert | D-3-73-121-114 Wikidata | Wohnstallhaus  |

## Ehemalige Baudenkmäler
In diesem Abschnitt sind Objekte aufgeführt, die früher einmal in der Denkmalliste eingetragen waren, jetzt aber nicht mehr. Objekte, die in anderem Zusammenhang also z. B. als Teil eines Baudenkmals weiter eingetragen sind, sollen hier nicht aufgeführt werden. Aktennummern in diesem Abschnitt sind ehemalige, jetzt nicht mehr gültige Aktennummern.

| Lage                                                | Objekt                | Beschreibung                                                                                         | Akten-Nr.               | Bild           |
| --------------------------------------------------- | --------------------- | --- | ----------------------- | -------------- |
| Dietfurt Frauengasse 18 (Standort)                  | Bauernhaus            | Wohnstallbau mit Kalkplattendach, 18./19. Jahrhundert                                                | D-3-73-121-3 Wikidata   | BW             |
| Dietfurt Hauptstraße 15 (Standort)                  | Bürgerhaus            | Zweigeschossiger Flachsatteldachbau mit Schweifgiebel in Ecklage, 17./18. Jahrhundert, Giebel jünger | D-3-73-121-8 Wikidata   | Bürgerhaus     |
| Dietfurt Hauptstraße 30 (Standort)                  | Bürgerhaus            | Mit getrepptem Giebel, 17. Jahrhundert                                                               | D-3-73-121-11 Wikidata  | Bürgerhaus     |
| Arnsdorf Arnsdorf 11 (Standort)                     | Bauernhaus            | Wohnstallbau mit Kalkplattendach, Anfang 19. Jahrhundert                                             | D-3-73-121-41 Wikidata  | BW             |
| Hainsberg Am Stetterhof ()                          | Feldkapelle           | 1908, mit Ausstattung                                                                                | D-3-73-121-50 Wikidata  |                |
| Hainsberg Auf dem Weg nach Mallerstetten (Standort) | Martersäule           | 1576                                                                                                 | D-3-73-121-49 Wikidata  | weitere Bilder |
| Mallerstetten Am Weg nach Hainsberg ()              | Steinkreuz            | Wohl nachmittelalterlich                                                                             | D-3-73-121-59 Wikidata  |                |
| Mallerstetten Am Weg nach Kevenhüll ()              | Steinkreuz            | Wohl nachmittelalterlich                                                                             | D-3-73-121-58           |                |
| Mitteldorf Mitteldorf 2; Mitteldorf 4 (Standort)    | Bauernhaus            | Wohnstallbau mit Kalkplattendach, Mitte 19. Jahrhundert                                              | D-3-73-121-51 Wikidata  | BW             |
| Ottmaring Ottmaring 11 (Standort)                   | Bauernhaus            | Wohnstallbau mit verputztem Fachwerkgiebel, 18./19. Jahrhundert                                      | D-3-73-121-68 Wikidata  | BW             |
| Schweinkofen Schweinkofen 13 (Standort)             | Ehemaliges Bauernhaus | Zweigeschossiger Wohnstallbau, Satteldach mit Kalkplattendeckung, erstes Viertel 19. Jahrhundert     | D-3-73-121-81 Wikidata  | BW             |
| Staadorf Staadorf 8 (Standort)                      | Bauernhaus            | Wohnstallbau mit Kalkplattendach, 18./19. Jahrhundert                                                | D-3-73-121-83 Wikidata  | BW             |
| Staadorf Staadorf 10 (Standort)                     | Bauernhaus            | Wohnstallbau mit Kalkplattendach 18./19. Jahrhundert                                                 | D-3-73-121-84 Wikidata  | BW             |
| Unterbürg Haus Nummer 3 (Standort)                  | Bauernhaus            | Wohnstallbau, 18./19. Jahrhundert                                                                    | D-3-73-121-103 Wikidata | BW             |
| Wildenstein Haus Nummer 10/2 (Standort)             | Bauernhaus            | Wohnstallbau mit Kalkplattendach, Mitte 19. Jahrhundert                                              | D-3-73-121-107 Wikidata | BW             |

## Abgegangene Baudenkmäler
In diesem Abschnitt sind Objekte aufgeführt, die früher einmal in der Denkmalliste eingetragen waren, jetzt aber nicht mehr existieren, z. B. weil sie abgebrochen wurden. Aktennummern in diesem Abschnitt sind ehemalige, jetzt nicht mehr gültige Aktennummern.

| Lage                                      | Objekt        | Beschreibung                                                                 | Akten-Nr.               | Bild          |
| ----------------------------------------- | ------------- | ---------------------------------------------------------------------------- | ----------------------- | ------------- |
| Dietfurt Griesstetter Straße 3 (Standort) | Wohnstallhaus | Zweigeschossiger und giebelständiger Flachsatteldachbau, 18./19. Jahrhundert | D-3-73-121-4 Wikidata   | Wohnstallhaus |
| Unterbürg Haus Nummer 11 (Standort)       | Bauernhaus    | Wohnstallbau, 18./19. Jahrhundert                                            | D-3-73-121-104 Wikidata | BW            |